# Brøndbyvester
Brøndbyvester is een Deense stad en hoofdplaats van de gemeente Brøndby, in Region Hovedstaden. Het bevindt zich in de gelijknamige parochie.